# Толоса, Йеисон
Йеисон Андрес Толоса Кастро (исп. Yeison Andrés Tolosa Castro; род. 12 июня 1999, Кали) — колумбийский футболист, нападающий клуба «Депортиво Кали».

## Клубная карьера
Воспитанник клуба «Депортиво Кали» из своего родного города. 25 августа 2018 года в матче против «Рионегро Агилас» дебютировал в Кубке Мустанга.